# Гермаханов, Гаирбек Алиасхабович
Гаирбек Алиасхабович Гермаханов (19 декабря 1987, Каспийск, Дагестанская АССР, РСФСР, СССР) — российский кикбоксер и боксёр, а впоследствии азербайджанский боксёр, призёр чемпионата России.

## Спортивная карьера
Гермаханов начинал тренироваться в родном Каспийске, причём первым его видом спорта был не бокс, а кикбоксинг. Становился чемпионом России по кикбоксингу в 2003 и в 2004 годах. Как-то ему предложили выступить на чемпионате Дагестана по боксу, где он добрался до финала, но проиграл, в итоге Гермаханов остался в этом виде спорта. Занимался под руководством Зубера Джафарова. В 2008 году он выиграл чемпионат России среди студентов, в том же сезоне в Калининграде стал бронзовым призёром чемпионата России, проиграв в полуфинале Давиду Айрапетяну. В 2009 году вновь став бронзовым призёром чемпионата России, одолев в четвертьфинале Александра Кузнецова из Кемеровской области. В 2010 году на первом Кубке Европы в Харькове стал бронзовым призёром. С 2011 года выступает за Азербайджан. В 2012 году победил в индивидуальном чемпионате World Series of Boxing сезона 2011/2012, а в команде стал третьим.

## Достижения
- Чемпионат России по боксу среди студентов 2008 — ;
- Чемпионат России по боксу 2008 — ;
- Чемпионат России по боксу 2009 — ;
- Кубок Европы по боксу 2010 — ;
- World Series of Boxing 2011/2012 — ;
- World Series of Boxing 2011/2012 (команда) — ;